# Ozvučná deska (architektura)

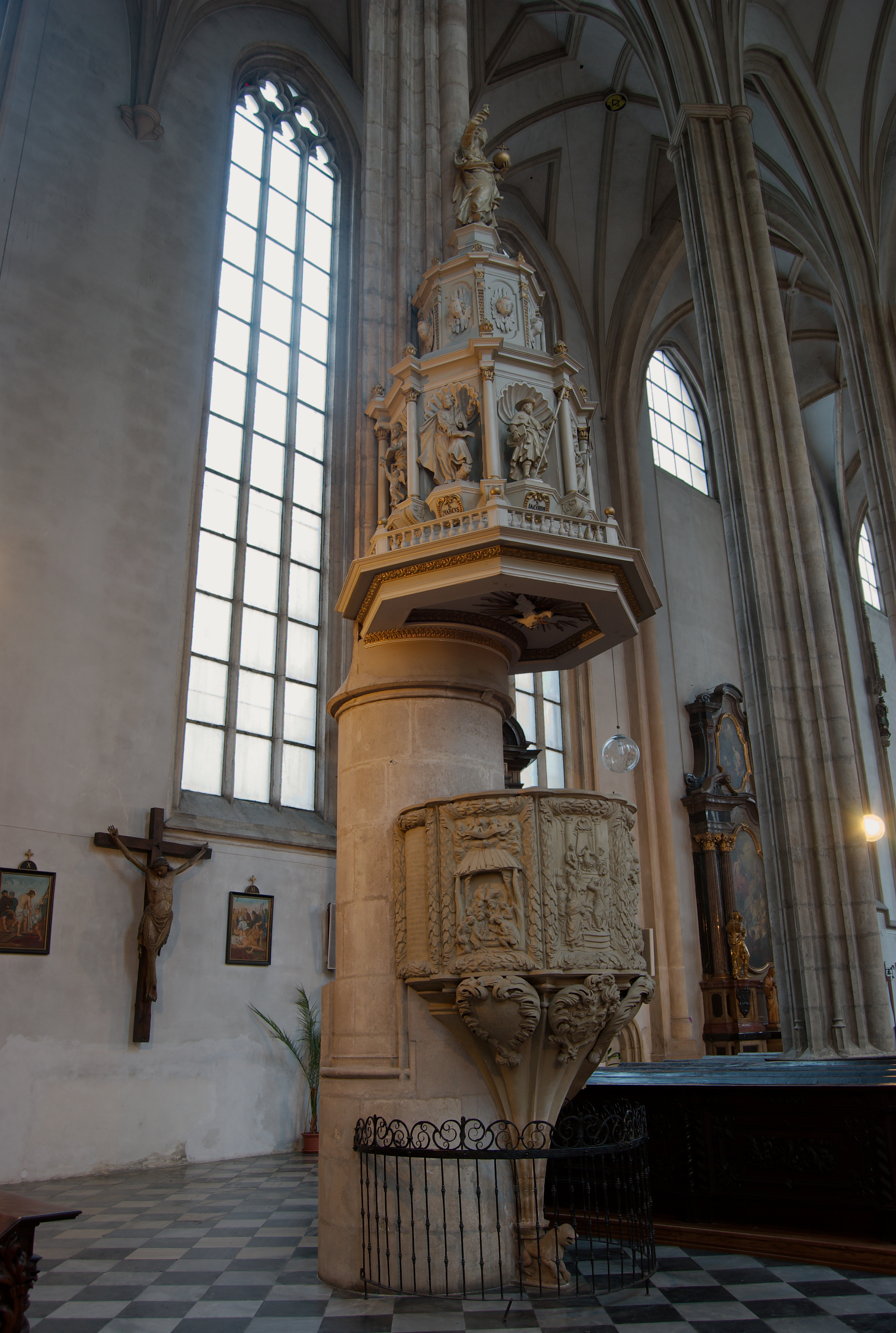
Kazatelna s bohatě zdobeným zastřešením v kostele svatého Jakuba Staršího v Brně

Ozvučná deska (také jednoduše stříška nebo z francouzštiny abat-voix) je pojem převážně z oboru církevní architektury, kterým se označuje zastřešení kazatelny, jehož hlavním účelem je zlepšení jejích akustických vlastností – má odrážet hlas kazatele dolů, směrem k posluchačům. Bývá často zdobena a ani její spodní plocha nemusí mít podobu jednoduché rovné desky, ale může být tvarována například do paraboloidu. Hlavní význam měla před nástupem elektrotechniky a naopak na moderních kazatelnách vybavených mikrofonem nebývá instalována, protože by odrážený zvuk snižoval kvalitu snímání.